# Condado de Forsyth (Carolina del Norte)
El condado de Forsyth (en inglés: Forsyth County, North Carolina), fundado en 1849, es uno de los 100 condados del estado estadounidense de Carolina del Norte. En el año 2000 tenía una población de 306 067 habitantes con densidad poblacional de 289 personas por km². La sede del condado es Winston-Salem.

## Geografía
Según la Oficina del Censo, el condado tiene un área total de 772 km² (298,1 mi²), de la cual 751 km² (290 mi²) es tierra y 8 km² (3,1 mi²) es agua.

### Condados adyacentes
- Condado de Stokes - norte
- Condado de Guilford - este
- Condado de Davidson - sur
- Condado de Davie - suroeste
- Condado de Yadkin - oeste
- Condado de Surry - noroeste

### Región del Vino
Partes del condado de Forsyth están en el Valle Yadkin región de vino.

## Demografía
En el 2000 la renta per cápita promedia del condado era de $42 097, y el ingreso promedio para una familia era de $52 032. El ingreso per cápita para el condado era de $23 023. En 2000 los hombres tenían un ingreso per cápita de $36 158 contra $27 319 para las mujeres. Alrededor del 11.00% de la población estaba bajo el umbral de pobreza nacional.

## Lugares

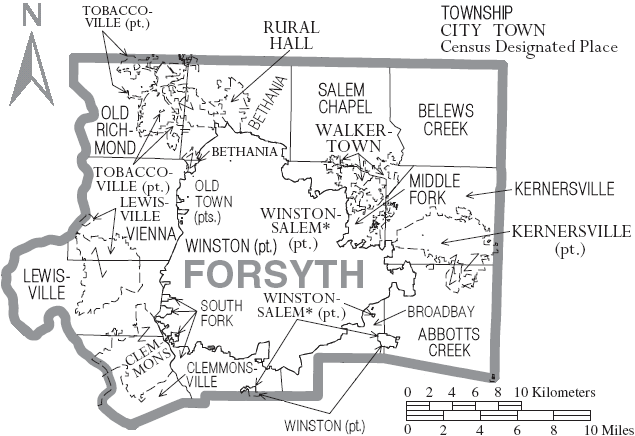
Mapa del condado de Forsyth en Carolina del Norte con sus municipios

### Ciudades, pueblos
- Bethania
- Clemmons
- Germanton
- Kernersville
- High Point (en su mayoría en el Condado de Guilford)
- King (en su mayoría en el Condado de Stokes)
- Lewisville
- Rural Hall
- Tobaccoville
- Walkertown
- Winston-Salem (sede de condado)

### Municipios
| - Abbots Creek - Belews Creek - Bethania - Broadbay | - Clemmonsville - Kernersville - Lewisville - Middle Fork | - Old Richmond - Old Town - Salem Chapel - South Fork | - Vienna - Winston - Middle Fork I - Middle Fork II |

### Comunidades no incorporadas
- Belews Creek
- Bethabara
- Donnaha
- Dozier
- Pfafftown
- Seward
- Stanleyville
- Union Cross
- Vienna

## Educación
Las Escuelas de Winston-Salem Forsyth County gestiona escuelas públicas.